# Euphoria anneae
Euphoria anneae är en skalbaggsart som beskrevs av Henry Fuller Howden 1955. Euphoria anneae ingår i släktet Euphoria och familjen Cetoniidae. Inga underarter finns listade i Catalogue of Life.